# Nuoto ai campionati europei di nuoto 2022 - 200 metri stile libero maschili
La gara dei 200 metri stile libero maschili dei campionati europei di nuoto 2022 si è svolta il 14 e il 15 agosto 2022. Al mattino del 14 agosto si sono svolte le batterie e nel pomeriggio le semifinali, mentre la finale si è disputata nel pomeriggio del 15 agosto.

## Podio
| Pos.    | Atleta           | Nazione  |
| ------- | ---------------- | -------- |
| Oro     | David Popovici   | Romania  |
| Argento | Antonio Djakovic | Svizzera |
| Bronzo  | Felix Auböck     | Austria  |

## Record
Prima della manifestazione il record del mondo (RM), il record europeo (EU) e il record dei campionati (RC) erano i seguenti.
|  | 1'42"00 | Paul Biedermann | 28 luglio 2009 Roma     |
|  | 1'42"00 | Paul Biedermann | 28 luglio 2009 Roma     |
|  | 1'44"79 | Martin Maljutin | 21 maggio 2021 Budapest |

Durante la competizione è stato migliorato il seguente record:
| Data      | Evento | Atleta         | Nazione | Tempo   | Record |
| --------- | ------ | -------------- | ------- | ------- | ------ |
| 15 agosto | Finale | David Popovici | Romania | 1'42"97 |        |

## Risultati

### Batterie
| Pos. | Batteria | Corsia | Atleta                 | Nazionalità   | Tempo       | Note |
| ---- | -------- | ------ | ---------------------- | ------------- | ----------- | ---- |
| 1    | 4        | 5      | Kristóf Milák          | Ungheria      | 1'46"26     | Q    |
| 2    | 6        | 4      | David Popovici         | Romania       | 1'46"87     | Q    |
| 3    | 6        | 7      | Hadrien Salvan         | Francia       | 1'47"06     | Q    |
| 4    | 6        | 6      | Marco De Tullio        | Italia        | 1'47"07     | Q    |
| 5    | 5        | 5      | Lukas Märtens          | Germania      | 1'47"24     | Q    |
| 6    | 4        | 2      | Stefano Di Cola        | Italia        | 1'47"49     | Q    |
| 7    | 6        | 5      | Danas Rapšys           | Lituania      | 1'47"71     | Q    |
| 8    | 6        | 3      | Antonio Djakovic       | Svizzera      | 1'47"78     | Q    |
| 9    | 4        | 4      | Felix Auböck           | Austria       | 1'47"97     | Q    |
| 10   | 4        | 3      | Nándor Németh          | Ungheria      | 1'48"04     | Q    |
| 11   | 3        | 8      | Sašo Boškan            | Slovenia      | 1'48"08     | Q    |
| 12   | 6        | 2      | Richárd Márton         | Ungheria      | 1'48"13     |      |
| 13   | 6        | 0      | Dimitrios Markos       | Germania      | 1'48"18     | Q    |
| 13   | 5        | 8      | Poul Zellmann          | Germania      | 1'48"18     | Q    |
| 15   | 4        | 8      | Luc Kroon              | Paesi Bassi   | 1'48"29     | Q    |
| 16   | 3        | 5      | Luis Domínguez         | Spagna        | 1'48"34     | Q    |
| 17   | 4        | 7      | Filippo Megli          | Italia        | 1'48"40     |      |
| 18   | 3        | 4      | Lucas Henveaux         | Belgio        | 1'48"56     | Q    |
| 19   | 5        | 7      | Andreas Vazaios        | Grecia        | 1'48"71     |      |
| 20   | 5        | 0      | Wissam-Amazigh Yebba   | Francia       | 1'48"81     |      |
| 21   | 4        | 9      | Enzo Tesic             | Francia       | 1'48"89     |      |
| 22   | 5        | 2      | Denis Loktev           | Israele       | 1'48"93     |      |
| 23   | 5        | 1      | Roman Fuchs            | Francia       | 1'49"12     |      |
| 24   | 4        | 6      | Robin Hanson           | Svezia        | 1'49"20     |      |
| 25   | 3        | 1      | Petar Mitsin           | Bulgaria      | 1'49"31     |      |
| 26   | 3        | 6      | Andreas Hansen         | Danimarca     | 1'49"90     |      |
| 27   | 5        | 9      | Bar Soloveychik        | Israele       | 1'50"15     |      |
| 28   | 3        | 2      | Dániel Mészáros        | Ungheria      | 1'50"60     |      |
| 29   | 2        | 2      | Pit Brandenburger      | Lussemburgo   | 1'50"62     |      |
| 30   | 2        | 7      | Eitan Ben Shitrit      | Israele       | 1'50"63     |      |
| 31   | 2        | 1      | Konstantinos Stamou    | Grecia        | 1'50"86     |      |
| 32   | 3        | 3      | Tomas Navikonis        | Lituania      | 1'51"02     |      |
| 33   | 1        | 3      | Primož Šenica Pavletič | Slovenia      | 1'51"06     |      |
| 34   | 2        | 9      | Marcus Holmquis        | Svezia        | 1'51"09     |      |
| 35   | 2        | 4      | Mikkel Gadgaard        | Danimarca     | 1'51"12     |      |
| 36   | 3        | 0      | Finn McGeever          | Irlanda       | 1'51"32     |      |
| 37   | 1        | 5      | Vadym Naumenko         | Ucraina       | 1'51"37     |      |
| 38   | 2        | 0      | František Jablčník     | Slovacchia    | 1'52"05     |      |
| 39   | 2        | 6      | Max Mannes             | Lussemburgo   | 1'52"34     |      |
| 40   | 2        | 5      | Tomas Sungaila         | Lituania      | 1'52"37     |      |
| 41   | 1        | 4      | Luka Kukhalashvili     | Georgia       | 1'53"69     |      |
| 42   | 2        | 8      | Robert Powell          | Irlanda       | 1'54"25     |      |
| 43   | 3        | 9      | Jon Jøntvedt           | Norvegia      | 1'55"62     |      |
| 44   | 1        | 7      | Zhulian Lavdaniti      | Albania       | 1'56"24     |      |
| 45   | 1        | 2      | Ado Gargović           | Montenegro    | 1'57"28     |      |
| 46   | 1        | 6      | Dylan Cachia           | Malta         | 1:59"84     |      |
| DNS  | 2        | 3      | Edward Mildred         | Gran Bretagna | Non partito |      |
| DNS  | 3        | 7      | Sergio de Celis        | Spagna        | Non partito |      |
| DNS  | 4        | 0      | Jacob Whittle          | Gran Bretagna | Non partito |      |
| DNS  | 4        | 1      | Lorenzo Galossi        | Italia        | Non partito |      |
| DNS  | 5        | 3      | Kregor Zirk            | Estonia       | Non partito |      |
| DNS  | 5        | 4      | Thomas Dean            | Gran Bretagna | Non partito |      |
| DNS  | 5        | 6      | Matthew Richards       | Gran Bretagna | Non partito |      |
| DNS  | 6        | 1      | Nils Liess             | Svizzera      | Non partito |      |
| DNS  | 6        | 8      | Roman Mityukov         | Svizzera      | Non partito |      |
| DNS  | 6        | 9      | Daniel Namir           | Israele       | Non partito |      |

### Semifinali

#### Semifinale 1
| Pos. | Corsia | Atleta           | Nazionalità | Tempo   | Note |
| ---- | ------ | ---------------- | ----------- | ------- | ---- |
| 1    | 4      | David Popovici   | Romania     | 1'44"91 | Q    |
| 2    | 6      | Antonio Djakovic | Svizzera    | 1'45"32 | Q    |
| 3    | 5      | Marco De Tullio  | Italia      | 1'45"70 | Q    |
| 4    | 3      | Stefano Di Cola  | Italia      | 1'46"41 | Q    |
| 5    | 7      | Dimitrios Markos | Grecia      | 1'47"12 | Q    |
| 6    | 2      | Nándor Németh    | Ungheria    | 1'47"15 |      |
| 7    | 1      | Luc Kroon        | Paesi Bassi | 1'48"64 |      |
| 8    | 8      | Lucas Henveaux   | Belgio      | 1'48"96 |      |

#### Semifinale 2
| Pos. | Corsia | Atleta         | Nazionalità | Tempo   | Note |
| ---- | ------ | -------------- | ----------- | ------- | ---- |
| 1    | 3      | Lukas Märtens  | Germania    | 1'46"29 | Q    |
| 2    | 2      | Felix Auböck   | Austria     | 1'46"60 | Q    |
| 3    | 6      | Danas Rapšys   | Lituania    | 1'46"77 | Q    |
| 4    | 4      | Kristóf Milák  | Ungheria    | 1'47"37 |      |
| 5    | 5      | Hadrien Salvan | Francia     | 1'47"79 |      |
| 6    | 1      | Poul Zellmann  | Germania    | 1'48"17 |      |
| 7    | 7      | Sašo Boškan    | Slovenia    | 1'48"49 |      |
| 8    | 8      | Luis Domínguez | Spagna      | 1'49"48 |      |

### Finale
| Pos. | Corsia | Atleta           | Nazionalità | Tempo   | Note |
| ---- | ------ | ---------------- | ----------- | ------- | ---- |
|      | 4      | David Popovici   | Romania     | 1'42"97 | MJ   |
|      | 5      | Antonio Djakovic | Svizzera    | 1'45"60 |      |
|      | 7      | Felix Auböck     | Austria     | 1'45"89 |      |
| 4    | 3      | Marco De Tullio  | Italia      | 1'46"37 |      |
| 5    | 1      | Danas Rapšys     | Lituania    | 1'46"48 |      |
| 6    | 2      | Stefano Di Cola  | Italia      | 1'46"74 |      |
| 7    | 6      | Lukas Märtens    | Germania    | 1'46"80 |      |
| 8    | 8      | Dimitrios Markos | Grecia      | 1'48"05 |      |